# Imaculada
Imaculada este un oraș în Paraíba (PB), Brazilia.